# Constantino Cerulário

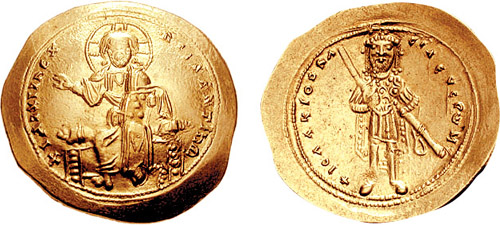
Histameno escifato de r.

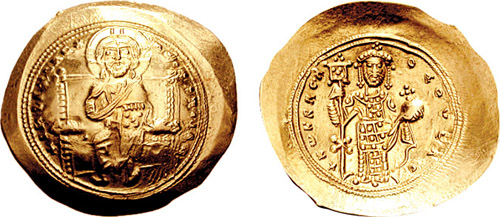
Histameno escifato de r.

Constantino Cerulário (em grego: Κωνσταντῖνος Κηρουλάριος) foi um alto oficial bizantino do terceiro quartel do século XI. Tendo apoiado Isaac I Comneno (r. 1057–1059) em sua revolta para apossar-se do trono imperial, Constantino garantiu para si acesso a inúmeros ofícios cortesões seniores e acabou por se tornar a pessoa mais influente da corte. Foi um correspondente de Miguel Pselo, havendo várias referências a ele nas correspondências de Pselo.

## Biografia
Constantino foi um sobrinho do poderoso Miguel I Cerulário, patriarca de Constantinopla em 1043–1059. O nome de seu pai é desconhecido. De acordo com a genealogia do escritor do século XII João Tzetzes, Constantino Cerulário casou-se com uma dama da Geórgia, uma parente da imperatriz Maria da Alânia (r. 1071–1081). O casal teve uma filha, que foi posteriormente adotada por Eudócia Macrembolitissa. Ela casou-se com um oficial dos impostos chamado Jorge, e deu à luz a mãe de João Tzetzes. Constantino teve vários filhos, dos quais Miguel Cerulário foi o mais proeminente: ele também se tornou grande drungário da guarda e casou-se na dinastia comnena, mas defraudou seu outros irmãos da herança de seu pai.
Um amigo e correspondente de Miguel Pselo, Constantino e seu irmão Nicéforo estavam entre os apoiantes de Isaac I Comneno (r. 1057–1059) quando ele levantou-se em revolta para tomar o trono em 1057, e passou a ocupar ofícios seniores na hierarquia bizantina. Em sua correspondência com Pselo, Constantino é variadamente referido por seus altos postos cortesões de sebasto, proedro, protoproedro e magistro, os ofícios fiscais seniores de sacelário e logóteta geral, e ofícios judiciais de mestre dos julgamentos (epi ton kriseon) e drungário da guarda. Foi provavelmente sob o mandato de Constantino que o último ofício adquiriu o epíteto grande (megas), e foi confirmado como a maior autoridade imperial. Constantino foi aparentemente também a primeira pessoa a manter o título de sebasto. Um selo que pode ser atribuído a ele ainda registra o título de "vestarca, juiz do Velo, e grande curador de Mangana".

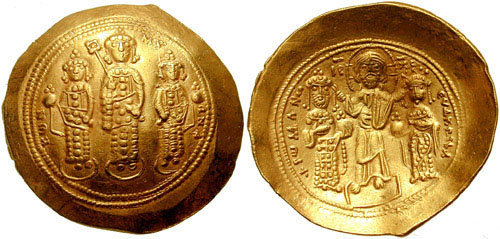
Histameno de r. com os coimperadores Andrônico e Constâncio Ducas

Constantino foi um primo de Eudócia Macrembolitissa, que casou-se com o tenente e sucessor de Isaac como imperador, Constantino X Ducas (r. 1059–1067), uma vez que também é conhecida como uma sobrinha do patriarca. Em 1067, Constantino X estava morrendo, e Eudócia, como imperatriz-viúva e mãe dos filhos menores de idade de Constantino, exerceria a regência, porém o imperador temia que ela poderia muito bem incluir seus parentes na regência, já que mantinham altos postos na corte, o que representaria uma ameaça a sucessão de seus filhos. Ele, portanto, fez Eudócia jurar publicamente que não casaria novamente nem aprovaria qualquer co-regente sobre seus filhos com Constantino que não fosse o irmão do último, João Ducas, um juramente que ela logo quebraria com seu casamento com Romano IV Diógenes (r. 1068–1071). Constantino Cerulário morreu em algum momento durante o reinado de Nicéforo III Botaniates (r. 1078–1081), dado que seu testamento foi objeto de uma investigação neste momento.